# Aaron Hotchner
 (septembre 2017).
Si vous disposez d'ouvrages ou d'articles de référence ou si vous connaissez des sites web de qualité traitant du thème abordé ici, merci de compléter l'article en donnant les références utiles à sa vérifiabilité et en les liant à la section « Notes et références ».
Aaron Hotchner est un personnage de fiction de la série télévisée Esprits criminels, interprété par Thomas Gibson et doublé par Julien Kramer en version française. Agent fédéral américain froid et distant. mais pourtant homme de cœur à l'écoute de ses collègues, il dirige son unité de profileurs au sein du Département des Sciences du Comportement ou DSC (BAU, Behavioral Analysis Unit en anglais), une division du FBI de Quantico.

## Histoire

### Avant la série
Aaron Hotchner rencontre sa future femme, Haley Brooks, au lycée, plus précisément au club de théâtre où il s'est inscrit juste pour la connaître, après l'avoir vue pour la première fois lors d'une répétition. Ils se marient à la fin de leurs études.
Au cours de la première saison, on découvre qu'Aaron, surnommé Hotch par ses collègues, était battu par son père durant son enfance. Il le confie à un tueur en série en garde à vue. Aaron a un frère plus jeune que lui, Sean Hotchner, employé comme barman.
Avant qu'il n'intègre le FBI, Aaron, qui a étudié le droit, travaillait comme substitut du procureur général. Puis il a été en poste deux ans à l'antenne de Seattle, pour rejoindre ensuite le bureau du DSC de Quantico dont il est devenu, un peu plus tard, le chef d'équipe.

### Pendant la série
La série commence alors que Haley est enceinte, mais le travail de Hotch pour le FBI empiète sur sa vie de famille. Leur fils, Jack, naît dans un climat un peu tendu. Haley qui s'accommode d'abord de ses absences en vient à s'irriter. Mais, à la suite de la dernière affaire de Jason Gideon, finissant mal dans le premier épisode de la troisième saison (une étudiante abattant un tueur en série qu'elle admire, avant de se suicider), Aaron est suspendu deux semaines. Il doit être muté dans un autre service, ce qui arrange sa relation avec sa femme, mais découvre qu'elle a un amant. Quand il est sur le point de rejoindre son équipe, ayant annulé son transfert pour aller aider Derek Morgan et Emily Prentiss à Milwaukee, contre l'avis d'Haley, c'est la dispute. Puis, avant qu'il parte, elle lui dit d'embrasser son fils. Il comprendra pourquoi en rentrant, constatant qu'Haley a quitté la maison et emmené Jack avec elle, pour aller vivre avec sa sœur. Elle demandera le divorce peu après.
Par la suite, George Foyet, surnommé l'Éventreur de Boston, (un autre tueur en série narcissique arrêté par l'équipe) décide après son évasion de s'en prendre à Hotch et à sa famille. À la fin de la quatrième saison, il le guette et, lorsque Aaron regagne son appartement, le poignarde neuf fois, sans le tuer, puis récupère son ancienne adresse. Cependant son ex-femme et son fils sont mis en sûreté, sans que Hotch sache où ils sont cachés, et il ne peut les revoir tant que le tueur n'est pas mis hors d'état de nuire. Foyet les retrouve quand même dans le centième épisode et abat Haley, Hotch parvient à sauver leur petit Jack de justesse, grâce à une idée ingénieuse, puis tue Foyet en le battant à mort. Le profiler, en deuil, s'éloigne de son travail quelque temps afin de s'occuper de son fils, se voyant même proposer une retraite anticipée. Mais la sœur de Haley le convaincra de reprendre son poste, tandis qu'elle assurera la garde de son neveu en l'absence de Hotch. Son ex beau-père, en revanche, gardera une profonde rancune envers lui pour la mort de sa fille aînée.
Il rencontrera Beth Clemmons, responsable d'une galerie d'art, dans un parc où il s'entraîne pour un marathon. Beth apprécie beaucoup Jack. La relation entre elle et Hoch évoluera doucement et ils finiront par tomber amoureux, continuant à se fréquenter bien que Beth ait déménagé à New York pour un nouveau poste. Mais, dans la dixième saison, on apprend que Beth a une nouvelle proposition d'emploi à Hong Kong. Aaron lui dit alors qu'elle devrait accepter pour n'avoir aucun regret. C'est la fin de leur histoire.
Quand Emily Prentiss doit disparaître pour continuer sur l'affaire Ian Doyle, il est l'un des agents à savoir comme J.J. que leur collègue n'est pas décédée. Il gardera le secret et ne laissera rien filtrer jusqu'au retour d'Emily. Il est lui-même envoyé huit semaines dans une autre unité d'enquête, au Pakistan, entre la sixième et septième saison.
Au cours d'une affaire en dixième saison, Aaron est sur le point d'arrêter Peter Lewis, surnommé « M. Griffe », mais se retrouve temporairement à sa merci. Ce hacker harceleur est aussi un tueur particulièrement vicieux, usant de substances hallucinogènes et de techniques de manipulation mentale pour pousser ses victimes à tuer leurs proches à sa place. Et bien que Hotch réussisse à déjouer les illusions de « M. Griffe », finalement arrêté par l'équipe, celui-ci parvient quand même à lui faire vivre virtuellement sa pire angoisse : la mort sous ses yeux de membres de son équipe. Hotch en restera marqué. Après une évasion spectaculaire, « M. Griffe » s'acharnera sur l'équipe à plusieurs reprises.
Dans la douzième saison, où il est prétendument en mission spéciale, Hotch intègre avec Jack le programme de protection des témoins, pour se protéger de la menace que Peter Lewis, le tueur par procuration, fait peser sur eux après son évasion. Il est de ce fait temporairement remplacé par Emily Prentiss qui fait à nouveau son retour au DSC. Après un énième piège mortel tendu à l'équipe, qui causera la mort de l'agent Stephen Walker, et l'enlèvement d'Emily censé l'obliger à lui révéler la position d'Aaron et de Jack, en vain, Peter Lewis est débusqué par les agents valides et meurt à l'issue de sa traque. Hotch décidera cependant de ne pas revenir au DSC, choisissant de se consacrer à plein temps à son fils, d'après les nouvelles rapportées par David Rossi à l'équipe.